# Bundesstraße 281
De Bundesstraße 281 (kort: B 281) is een 99 kilometer lange bundesstraße in de Duitse deelstaat Thüringen.
De bundesstraße vormt de verbinding tussen het zuidwesten en het noordoosten van de deelstaat Thüringen. De weg begint in Eisfeld en loopt via Neustadt an der Orla, Saalfeld/Saale en Triptis en eindigt in Mittelpöllnitz.

## Routebeschrijving
De bundesstraße begint bij Eisfeld op een rotonde met de B89 en vormt de westelijke randweg van de stad. De weg loopt via Sachsenbrunn, Neuhaus am Rennweg, Saalfeld/Saale, waar men tussen de aansluiting Saalfeld/Saale-West en de aansluiting Saalfeld/Saale-Ost een samenloop kent met de B85. De weg loopt vervolgens langs Unterwellenborn door Pößneck (hier is een rondweg gepland). De weg loopt verder via de rondwegen van Neustadt an der Orla en Triptis en de afritTriptis, waar men de A9 kruist naar de rondweg van Mittelpöllnitz, waar bij in de afrit Mittelpöllnitz aansluit op de B2 vanuit en de Großebersdorf en de L3002 vanuit Auma.
B1 · B2 · B4 · B6 · B6n · B7 · B19 · B27 · B62 · B71 · B71n · B79 · B80 · B81 · B84 · B85 · B86 · B87 · B88 · B89 · B90 · B91 · B92 · B93 · B94 · B95 · B96 · B97 · B98 · B99 · B100 · B101 · B107 · B115 · B156 · B169 · B170 · B171 · B172 · B172a · B172b · B173 · B174 · B175 · B176 · B178 · B180 · B181 · B182 · B183 · B183a · B184 · B185 · B186 · B187 · B187a · B188 · B189 · B190 · B190n · B242 · B243 · B244 · B245 · B245a · B246 · B246a · B247 · B248 · B248a · B249 · B250 · B278 · B280 · B281 · B282 · B283 · B285